# Kalcijum-detektujući receptor
Kalcijum-detektujući receptor (CaSR) je G protein spregnuti receptor klase C koji reaguje na promene ekstracelularnih nivoa jona kalcijuma. U paraštitnoj žlezdi, kalcijum-detektujući receptor kontroliše homeostazu kalcijuma putem regulacije otpuštanja paratiroidnog hormona (PTH).

## Prenos signala
Otpuštanje PTH je inhibirano kao odgovor na uvećanje koncentracije kalcijuma u plazmi i time uzrokovanu aktivaciju kalciumskog receptora. Povećano vezivanje kalcijuma na ekstracelularnoj strani proizvodi konformacione promene receptora, te na intracelularnoj strani dolazi do inicijacije puta fosfolipaze C, putem Gqα tipa G proteina, što ultimatno povišava intracelularnu koncentraciju kalcijuma. Time se inhibira fuzija vezikula i eksocitoza paratiroidnog hormona. On takođe inhibira cAMP zavisni put, mada neki izvori navode suprotno dejstvo.)

## Interakcije
Kalcijum-detektujući receptor formira interakcije sa filaminom.

## Literatura
- Hendy GN; D'Souza-Li L; Yang B;  . (2000). „Mutations of the calcium-sensing receptor (CASR) in familial hypocalciuric hypercalcemia, neonatal severe hyperparathyroidism, and autosomal dominant hypocalcemia”. Hum. Mutat. 16 (4): 281—96. PMID 11013439. doi:10.1002/1098-1004(200010)16:4<281::AID-HUMU1>3.0.CO;2-A.
- Fukumoto S (2002). „[Calcium-sensing receptor in bone cells]”. Nippon Rinsho. 60 Suppl 3: 57—63. PMID 11979955.
- Tfelt-Hansen J, Schwarz P, Brown EM, Chattopadhyay N (2004). „The calcium-sensing receptor in human disease”. Front. Biosci. 8: s377—90. PMID 12700051. doi:10.2741/1068.
- Hu J, Spiegel AM (2004). „Naturally occurring mutations of the extracellular Ca2+-sensing receptor: implications for its structure and function”. Trends Endocrinol. Metab. 14 (6): 282—8. PMID 12890593.
- Aida K; Koishi S; Inoue M;  . (1995). „Familial hypocalciuric hypercalcemia associated with mutation in the human Ca(2+)-sensing receptor gene”. J. Clin. Endocrinol. Metab. 80 (9): 2594—8. PMID 7673400. doi:10.1210/jc.80.9.2594.
- Aida K, Koishi S, Tawata M, Onaya T (1995). „Molecular cloning of a putative Ca(2+)-sensing receptor cDNA from human kidney”. Biochem. Biophys. Res. Commun. 214 (2): 524—9. PMID 7677761. doi:10.1006/bbrc.1995.2318.
- Chou YH; Pollak MR; Brandi ML;  . (1995). „Mutations in the Human Ca2+-Sensing-Receptor Gene That Cause Familial Hypocalciuric Hypercalcemia”. Am. J. Hum. Genet. 56 (5): 1075—9. PMC 1801464 . PMID 7726161.
- Garrett JE; Capuano IV; Hammerland LG;  . (1995). „Molecular cloning and functional expression of human parathyroid calcium receptor cDNAs”. J. Biol. Chem. 270 (21): 12919—25. PMID 7759551. doi:10.1074/jbc.270.21.12919.
- Pollak MR; Brown EM; Estep HL;  . (1995). „Autosomal dominant hypocalcaemia caused by a Ca(2+)-sensing receptor gene mutation”. Nat. Genet. 8 (3): 303—7. PMID 7874174. doi:10.1038/ng1194-303.
- Pollak MR; Brown EM; Chou YH;  . (1994). „Mutations in the human Ca(2+)-sensing receptor gene cause familial hypocalciuric hypercalcemia and neonatal severe hyperparathyroidism”. Cell. 75 (7): 1297—303. PMID 7916660. doi:10.1016/0092-8674(93)90617-Y.
- Janicic N; Soliman E; Pausova Z;  . (1996). „Mapping of the calcium-sensing receptor gene (CASR) to human chromosome 3q13.3-21 by fluorescence in situ hybridization, and localization to rat chromosome 11 and mouse chromosome 16”. Mamm. Genome. 6 (11): 798—801. PMID 8597637. doi:10.1007/BF00539007.
- Bikle DD; Ratnam A; Mauro T;  . (1996). „Changes in calcium responsiveness and handling during keratinocyte differentiation. Potential role of the calcium receptor”. J. Clin. Invest. 97 (4): 1085—93. PMC 507156 . PMID 8613532. doi:10.1172/JCI118501.
- Pearce SH; Trump D; Wooding C;  . (1996). „Calcium-sensing receptor mutations in familial benign hypercalcemia and neonatal hyperparathyroidism”. J. Clin. Invest. 96 (6): 2683—92. PMC 185975 . PMID 8675635. doi:10.1172/JCI118335.
- Bai M; Quinn S; Trivedi S;  . (1996). „Expression and characterization of inactivating and activating mutations in the human Ca2+o-sensing receptor”. J. Biol. Chem. 271 (32): 19537—45. PMID 8702647. doi:10.1074/jbc.271.32.19537.
- Baron J; Winer KK; Yanovski JA;  . (1997). „Mutations in the Ca(2+)-sensing receptor gene cause autosomal dominant and sporadic hypoparathyroidism”. Hum. Mol. Genet. 5 (5): 601—6. PMID 8733126. doi:10.1093/hmg/5.5.601.
- Freichel M; Zink-Lorenz A; Holloschi A;  . (1996). „Expression of a calcium-sensing receptor in a human medullary thyroid carcinoma cell line and its contribution to calcitonin secretion”. Endocrinology. 137 (9): 3842—8. PMID 8756555. doi:10.1210/en.137.9.3842.
- Chattopadhyay N; Ye C; Singh DP;  . (1997). „Expression of extracellular calcium-sensing receptor by human lens epithelial cells”. Biochem. Biophys. Res. Commun. 233 (3): 801—5. PMID 9168937. doi:10.1006/bbrc.1997.6553.
- Cole DE, Janicic N, Salisbury SR, Hendy GN (1997). „Neonatal severe hyperparathyroidism, secondary hyperparathyroidism, and familial hypocalciuric hypercalcemia: multiple different phenotypes associated with an inactivating Alu insertion mutation of the calcium-sensing receptor gene”. Am. J. Med. Genet. 71 (2): 202—10. PMID 9217223. doi:10.1002/(SICI)1096-8628(19970808)71:2<202::AID-AJMG16>3.0.CO;2-I.
- Ward BK; Stuckey BG; Gutteridge DH;  . (1997). „A novel mutation (L174R) in the Ca2+-sensing receptor gene associated with familial hypocalciuric hypercalcemia”. Hum. Mutat. 10 (3): 233—5. PMID 9298824. doi:10.1002/(SICI)1098-1004(1997)10:3<233::AID-HUMU9>3.0.CO;2-J.
- Quinn SJ; Kifor O; Trivedi S;  . (1998). „Sodium and ionic strength sensing by the calcium receptor”. J. Biol. Chem. 273 (31): 19579—86. PMID 9677383. doi:10.1074/jbc.273.31.19579.
- Magno AL, Ward BK, Ratajczak T (2011). „The calcium-sensing receptor: a molecular Perspective”. Endocr Rev. 32 (1): 3—30. PMID 20729338. doi:10.1210/er.2009-0043.

## Spoljašnje veze
- „Calcium-Sensing Receptors”. IUPHAR Database of Receptors and Ion Channels. International Union of Basic and Clinical Pharmacology. Архивирано из оригинала 03. 03. 2016. г.
- Receptors,+Calcium-Sensing на 
- CASR+protein на 